# 琶洲站 (城际)
琶洲站是广东城际运营的车站，为广州东环城际及琶莲城际两条线路的交汇站，位于中国广东省广州市海珠区会展东路。

## 车站结构
本站设有地下三层，全长526m，总建筑面积89,315.54平方米；站台位于地下三层，为双岛四线式布置，外侧为广州东环城际路轨，内侧为琶莲城际路轨。车站由广州地铁11号线琶洲站代建。

### 车站楼层
| 地下一层 | 设备层   | 车站设备                                  |  |  |
| 地下二层 | 站厅层   | 安检设施、售票处、候车区 前往地铁琶洲站   |  |  |
| 地下三层 | 站台     | 广州东环城际 花都方向（下站：科韵路）     |  |  |
|          | 岛式站台 |                                           |  |  |
|          | 站台     | 琶莲城际 广州莲花山方向（下站：深井）     |  |  |
|          | 站台     | 琶莲城际 广州莲花山方向（下站：深井）     |  |  |
|          | 岛式站台 |                                           |  |  |
|          | 站台     | 广州东环城际 番禺方向（下站：广州大学城） |  |  |

### 出入口
城际琶洲站将设有多个出入口供乘客进出。另外，该城際車站與地鐵11號線琶洲站共構，故該城際車站的出入口編號順延自地鐵的「F」口，由「G」開始編定。
|                                           |                                                       |      |          |                  |
| 编号                                      | 设施                                                  | 照片 | 出口指示 | 建议前往的目的地 |
| G1                                        | 盲道标志 · 扶手电梯标志                               |      |          |                  |
| G2                                        |                                                       |      |          |                  |
| H                                         | 盲道标志 · 升降机标志 · 无障碍通道标志 · 扶手电梯标志 |      |          |                  |
| J1                                        | 扶手电梯标志                                          |      |          |                  |
| J2                                        |                                                       |      |          |                  |
| 註： 設有 \| 設有 \| 設有 \| 設有扶手電梯 |                                                       |      |          |                  |

## 历史
本站至金融城站区间上行线盾构隧道于2021年6月30日始发，2022年5月7日顺利下穿珠江前航道，2022年10月9日贯通。本站至9号工作井（官洲岛工作井）区间下行线盾构隧道于2023年2月19日贯通，上行线盾构隧道也在同年3月11日贯通。
2023年4月，车站主体结构封顶。